# Mogera kobeae
Mogera kobeae es una especie de mamífero eulipotiflano de la familia Talpidae.

## Distribución geográfica
Es endémico de Japón.